# Falkner
Pour les articles homonymes, voir Falkner (homonymie).
La ville américaine de Falkner est située dans le comté de Tippah, dans l’État du Mississippi. Lors du recensement de 2000, sa population s’élevait à 212 habitants.

## Toponymie
La ville a été nommée en hommage à William Clark Falkner (en), l’arrière-grand-père de l’écrivain William Faulkner.

## Source
- (en) Cet article est partiellement ou en totalité issu de l’article de Wikipédia en anglais intitulé « Falkner, Mississippi » (voir la liste des auteurs).